# Rheinische Notar-Zeitschrift
Die Rheinische Notar-Zeitschrift (RNotZ) ist eine praxisorientierte juristische Fachzeitschrift, deren Schwerpunkt auf den Rechtsgebieten der notariellen Beratungs- und Gestaltungspraxis liegt. Herausgeber der RNotZ ist die Rheinische Notarkammer mit Sitz in Köln (Nordrhein-Westfalen). Schriftleiter der RNotZ ist Dr. Moritz Jäschke.
Im April 1856 begann man mit der ersten Ausgabe des „Monatsblattes des Coelner Vereins für das Notariat“ die Geschichte des Rheinischen Informations- und Diskussionsblattes für notarielle Angelegenheiten. Seit Januar 2016 erscheint die RNotZ im Verlag C. H. Beck.